# Order Zasługi Komunikacyjnej
Order Zasługi Komunikacyjnej, w 2008 przemianowany na Order Zasługi Komunikacyjnej Dziennikarza Roberta Marinha (port. Ordem do Mérito das Comunicações Jornalista Roberto Marinho) – brazylijskie resortowe odznaczenie, ustanowione 15 marca 1982 przez prezydenta João Figueiredę. Jego patronem jest baron medialny Roberto Marinho. Order przyznawany jest osobistościom krajowym i zagranicznym za wybitne zasługi świadczone w zakresie masowej komunikacji medialnej.
Jest podzielony na pięć klas, z limitami odznaczonych Brazylijczyków:
- I klasa – Krzyż Wielki (Grã-Cruz), 100 osób;
- II klasa – Wielki Oficer (Grande Oficial), 120 osób;
- III klasa – Komandor (Comendador), 150 osób;
- IV klasa – Oficer (Oficial), 200 osób;
- V klasa – Kawaler (Cavaleiro), 300 osób;

oraz dodatkowy, ustanowiony w 1985:
- Medal Zasługi Komunikacyjnej (Medalha do Mérito das Comunicações) – srebrny.

Wielkim mistrzem orderu jest prezydent Brazylii, z urzędu odznaczony Krzyżem Wielkim, który insygnia orderowe zachowuje po zakończeniu sprawowania funkcji. 
Do kapituły orderu zaliczają się minister komunikacji jako kanclerz orderu, minister spraw zagranicznych, minister edukacji, minister kultury, minister obrony (do 2000 r. szef sił zbrojnych kraju) oraz sekretarz wykonawczy ministerstwa komunikacji (do 2000 r. generalny ministerstwa komunikacji). Sekretarzem kapituły jest kierownik biura ds. komunikacji społecznej ministerstwa komunikacji (do 2000 r. koordynator ds. komunikacji społecznej ministerstwa komunikacji).
Świętem orderu jest Dzień Komunikacji 5 maja. Tego dnia zazwyczaj dokonuje się ceremonii odznaczania przez prezydenta lub ministra komunikacji, jeśli odbywa się to na terenie kraju.
Ordery nadaje wielki mistrz z nominacji kanclerza orderu. Medale nadaje minister komunikacji jako kanclerz orderu i wręcza go 25 lutego każdego roku, w dniu utworzenia ministerstwa komunikacji.